# フィーバー結婚の条件
フィーバー結婚の条件（フィーバーけっこんのじょうけん）は、1996年5月にSANKYOが発売した、結婚をモチーフにしたパチンコ機のシリーズ名。
フィーバー結婚の条件の1機種がある。

## 概要
液晶型のデジパチ。確変や時短を搭載していないノーマルタイプである。大当たり図柄は15種類あり、3図柄と7図柄以外は、全て結婚に関係したものばかりである。ワープルートはないが、ステージには幅が狭くて深さのあるくぼみがあり、そのくぼみがサポートしてくれるおかげでステージからの入賞率が高い機種であった。

## スペック
- フィーバー結婚の条件
  - 賞球数 7&15
  - 大当たり最高継続 16R
  - 大当たり確率 1/205

## 図柄
- 3
- 7
- 指輪
- キャンドル
- ブーケ
- シャンパン
- 寿
- 鶴亀
- 水引
- 祝
- 花嫁
- 花婿
- 結納
- 男女
- 結婚の条件

## 演出
リーチアクションは3種類あり、ノーマルリーチ以外に、「クイックスローリーチ」と「ハイパーリーチ」がある。クイックスローリーチはコマ送りとなり、大当たり図柄で停止後に高速回転する演出である。ハイパーリーチは全回転から「いっぽん〆」の掛け声とともに停止する。液晶画面に「お手を拝借」と表示されると、クイックスローリーチかハイパーリーチに発展する。

大当たり中は、男女2人が数々の難関を乗り越え、ゴールインするまでのストーリーが描かれる。

## サウンドトラック
- 『SANKYO FEVER SOUNDS ザ・パチンコ・ミュージック・フロム・SANKYO 6』 キングレコード、1998年8月21日。KICA-1214。
  - BGMが収録されている。